# LHFPL5
LHFPL5 (англ. LHFPL tetraspan subfamily member 5) – білок, який кодується однойменним геном, розташованим у людей на короткому плечі 6-ї хромосоми. Довжина поліпептидного ланцюга білка становить 219 амінокислот, а молекулярна маса — 24 201.
| 10         |  | 20         |  | 30         |  | 40         |  | 50         |
| ---------- |  | ---------- |  | ---------- |  | ---------- |  | ---------- |
| MVKLLPAQEA |  | AKIYHTNYVR |  | NSRAVGVMWG |  | TLTICFSVLV |  | MALFIQPYWI |
| GDSVNTPQAG |  | YFGLFSYCVG |  | NVLSSELICK |  | GGPLDFSSIP |  | SRAFKTAMFF |
| VALGMFLIIG |  | SIICFSLFFI |  | CNTATVYKIC |  | AWMQLAAATG |  | LMIGCLVYPD |
| GWDSSEVRRM |  | CGEQTGKYTL |  | GHCTIRWAFM |  | LAILSIGDAL |  | ILSFLAFVLG |
| YRQDKLLPDD |  | YKADGTEEV  |  |            |  |            |  |            |

A: Аланін

C: Цистеїн

D: Аспарагінова кислота

E: Глутамінова кислота

F: Фенілаланін

G: Гліцин

H: Гістидин

I: Ізолейцин

K: Лізин

L: Лейцин

M: Метіонін

N: Аспарагін

P: Пролін

Q: Глутамін

R: Аргінін

S: Серин

T: Треонін

V: Валін

W: Триптофан

Задіяний у таких біологічних процесах, як транспорт іонів, транспорт. 
Локалізований у клітинній мембрані, мембрані.